# Elisabeth Murdoch

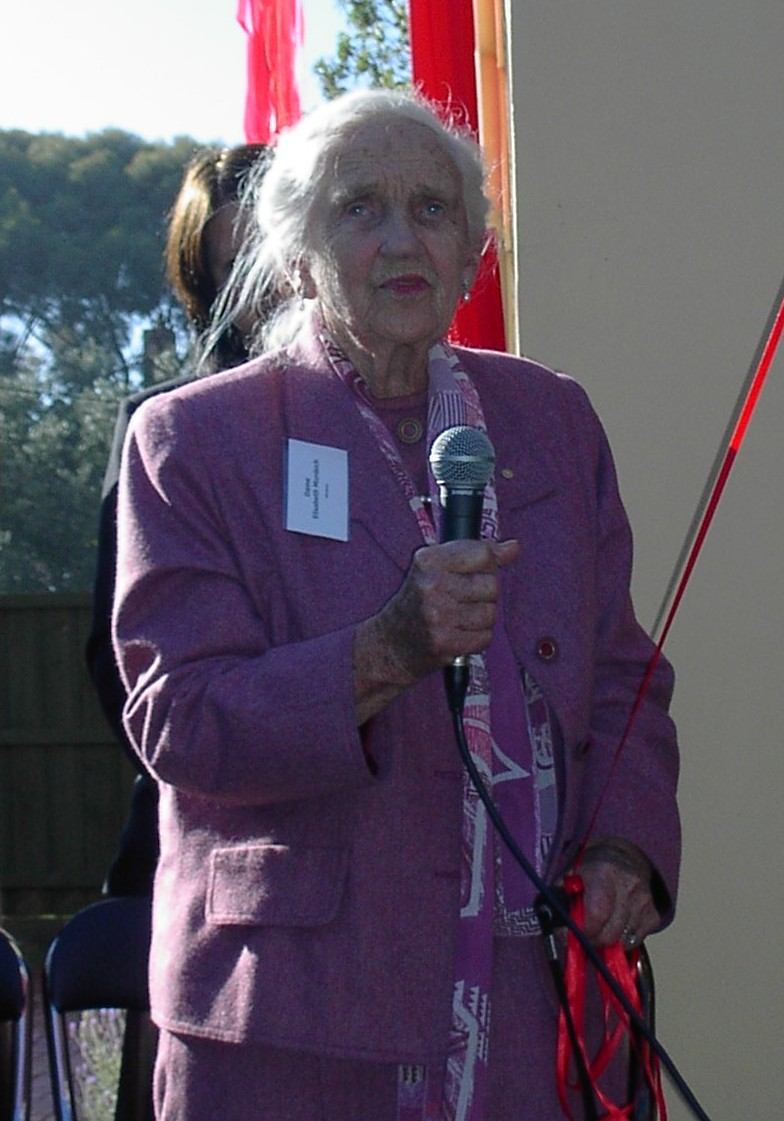
Elisabeth Murdoch

Elisabeth Joy Murdoch, geboren als Elisabeth Joy Greene, (Melbourne, 8 februari 1909 - Melbourne, 5 december 2012) was een Australische filantrope.
Haar voorouders waren geëmigreerd naar Australië. Ze was getrouwd met journalist Keith Murdoch. Haar zoon is de bekende mediamagnaat Rupert Murdoch. In 1963 ontving Elisabeth de rang van Dame Commander in de Orde van het Britse Rijk voor haar liefdadigheidswerk in Australië. Ze overleed op 103-jarige leeftijd. 